# Zach Fulton
Zachery Quinn Fulton (Homewood, 23 settembre 1991) è un giocatore di football americano statunitense che gioca nel ruolo di offensive guard per gli Houston Texans della National Football League (NFL). Fu scelto nel corso del sesto giro (193º assoluto) del Draft NFL 2014. Al college giocò a football all'Università del Tennessee.

## Carriera professionistica

### Kansas City Chiefs
Fulton fu scelto nel corso del sesto giro del Draft 2014 dai Kansas City Chiefs. Debuttò come professionista partendo come titolare nella sconfitta della settimana 1 contro i Kansas City Chiefs. La sua stagione da rookie si chiuse disputando tutte le 16 gare come partente.

### Houston Texans
Nel 2018 Fulton firmò per gli Houston Texans.